# Oberösterreichische Gesundheitsholding
Die Oberösterreichische Gesundheitsholding GmbH (OÖG) ist die Rechtsnachfolgerin der Oö. Gesundheits- und Spitals-AG (gespag). Die 2001 gegründete gespag wurde am 1. Oktober 2018 zur Oberösterreichischen Gesundheitsholding GmbH umgegründet. Eigentümer ist das Land Oberösterreich über die OÖ Landesholding GmbH. Das Unternehmen hat seinen Sitz in Linz und betreibt neben dem Kepler Universitätsklinikum 5 Regionalkliniken an 8 Standorten. An jedem Klinikstandort betreibt die OÖG eine Schule für Gesundheits- und Krankenpflege. In der Oberösterreichischen Gesundheitsholding und ihren Mehrheitsbeteiligungen sind knapp 16.000 Arbeitskräfte beschäftigt.
Krankenhäuser:
- Kepler Universitätsklinikum (Linz) (100 % Beteiligung)[5]
- Salzkammergut Klinikum (Bad Ischl, Gmunden, Vöcklabruck)
- Pyhrn-Eisenwurzen Klinikum (Steyr, Kirchdorf) (seit 1. Jänner 2020)[6]
- Klinikum Freistadt
- Klinikum Rohrbach
- Klinikum Schärding

Beteiligungen:
- Kepler Universitätsklinikum GmbH (100 %)
- Oö. Landespflege- und Betreuungszentren GmbH (100 %) mit den Standorten Schloss Gschwendt, Schloss Haus, Christkindl (und bis 2026 Schloss Cumberland)
- FH Gesundheitsberufe OÖ GmbH (79,83 % davon 27,33 % über die Kepler Universitätsklinikum GmbH und 52,5 % über die OÖG)
- Neurolog. Therapiezentrum Gmundnerberg GmbH (40 %)
- Kinder-Reha Rohrbach-Berg GmbH (35 %)
- Rehaklinik Enns GmbH (33 %)
- LKV Krankenhaus Errichtungs- und Vermietungs-GmbH (100 % davon 19 % über die Kepler Universitätsklinikum GmbH und 81 % über die OÖG)
- Medizinisches Simulations- und Trainingszentrum OÖ GmbH (100 %)
- St. Barbara Hospiz GmbH (19 %)